# Neurogenia appendiculata
Neurogenia appendiculata är en stekelart som först beskrevs av Tosquinet 1896.  Neurogenia appendiculata ingår i släktet Neurogenia och familjen brokparasitsteklar. Inga underarter finns listade i Catalogue of Life.